# Gyallay-Pap Sándor
Gyallay-Pap Sándor (Székelykeresztúr, 1906. március 17. – Székelykeresztúr, 1944. november 8.) magyar költő, szerkesztő.

## Életútja
Édesapja Pap Mózes. A gyermek Sándor elemi és középiskoláit szülővárosában végezte. A székelykeresztúri Unitárius Gimnáziumban érettségizett 1925-ben. A kolozsvári egyetemen hallgatott jogot. 1939-ben a Szegedről Kolozsvárra költözött Széphalom társszerkesztője Zolnai Béla főszerkesztő mellett és az Erdélyi Irodalmi Társaság (EIT) tagja volt. A Széphalomban több verse, novellája s cikke jelent meg. Az Erdély földjén élő népek "barátságos szellemi találkozóját" igyekezett elősegíteni. Románból is fordított. Verseit közölte még a Keresztény Magvető, Magyar Nép, a Pásztortűz és az Unitárius Naptár.
Verseire Ady Endre költészete volt hatással. Költészete egyre hangsúlyozottabban szociális színezetűvé vált. Iskolája, a székelység nosztalgikus felidézése mellett minduntalan visszatért a halál, az elmúlás témájához. A költő fiatalon öngyilkos lett.

## Családja
Elekes Judit volt a felesége.

## Verskötetei
- Felsikoltok!... (Kolozsvár, 1933, bővítve 1937)
- Parancsolom: tűrni kell!! (Kolozsvár, 1934, 1938)
- Fekete kalászok (Kolozsvár, 1935)
- Zúg a rengeteg (Kolozsvár, 1936, 1938, 1939)
- Őszi ének (Kolozsvár, 1940)